# Rólad álmodtam
A Rólad álmodtam (eredeti cím: Still Breathing) 1998-ban bemutatott amerikai romantikus vígjáték, Brendan Fraser és Joanna Going főszereplésével.
A filmet csak az Amerikai Egyesült Államok ban játszották, 67 mozi mutatta be, nemzetközi forgalmazása nem volt. A bemutató dátuma 1998. május 1.

## Cselekmény
A Texasban élő Fletcher McBracken tehetségesen játszik trombitán és jól mozgatja a zsinóron függő bábokat. Amolyan „utcai művész”, ezekből a tevékenységekből él. A család régi házában lakik egyedül. Nagyanyja szintén zenél és a közelben él.
Fletcher családjában a férfiaknak megvan az az érdekes képessége, hogy előre megálmodják, ki lesz életük társa. A hölgy neve, tartózkodási helye ismeretlen számukra, de mindig egy konkrét, létező személyről van szó. Már csak találkozni kell vele, amiben a véletlennek is szerepe van.
Fletcher erről az igazi, majdani társáról álmodik, akit megpróbál kollázsokkal ábrázolni (ami nem sikerül túlságosan élethűre).
Fletchernek egyszer bevillan egy éjszakai jelenet, amiben egy férfi pisztolyt szegez egy nőre, ami miatt Fletcher hangosan felkiált. A jelenet valóságosan is megtörténik, amiben (Fletcher számára ekkor még névtelenül) Rosalyn volt a potenciális áldozat. A férfit elüti egy autó, de életben van, ezért Rosalyn mentőt hív hozzá.
A kaliforniai Rosalyn Willoughby abból él, hogy gazdag férfiaktól pénzt csal ki, és szintén furcsa álmai vannak. Rosalyn csak arra emlékszik, hogy mindenfelé zöld dolog veszi körül, és utána nyugodtan, kipihenten ébred. Rosalyn művészettörténész, ő maga is festett képeket valamikor, de rájött, hogy abból nem tud megélni. Az „igazi” társ megtalálását is feladta a sok csalódás után, ami a férfiakkal való kapcsolatai alatt érték, akik többnyire becsapták és hazudtak neki.
Rosalyn legújabb áldozata egy fiatal, dél-amerikai üzletember, aki valamilyen ajándékkal akar kedveskedni neki. Rosalyn az egyik galériatulajdonossal úgy intézi, hogy a saját festménye legyen kifüggesztve egy bizonyos napon. Találkozót beszél meg a férfival és a galériába mennek, ahol a galériatulajdonos szintén művészettörténész (és Rosalyn beépített embere). A tulaj dicséri a kép művészeti értékeit, Rosalyn pedig látszólag megpróbálja lebeszélni az udvarlóját a vásárlásról, mondván, hogy a kép nagyon drága, 14.000 dollár. A férfi azonban azonnal „megveszi” neki a képet. Másnapra randevút beszélnek meg Rosalyn lakására, mivel a lány azt mondja neki, hogy nem érzi jól magát. Amikor a férfi bemegy a hálószobájába gyógyszerért, ott egy egész gyógyszerarzenált talál, továbbá AIDS-ről szóló brosúrákat és leírásokat, oxigénpalackot stb. Fejvesztve menekül a helyszínről, üzleti teendőire hivatkozva. Rosalyn és a galériatulajdonos megfelezik a kicsalt pénzt.
Fletchernek beugrik a Formosa név, amiről egy földrajzi atlasz segítségével megállapítja, hogy az a Tajvan sziget korábbi neve. Elhatározza, hogy elutazik Kínába, és megkeresi a lányt, bár a barátai az általa készített művészi alkotások alapján úgy gondolják, hogy a lánynak nincsenek kínai vonásai.
Útjuk Los Angeles-ben kereszteződik, ahol a repülőtéren üldögélő Fletcher felfigyel egy reklámfüzetben a Formosa névre, ami egy bár neve, és Los Angelesben van.
Rosalyn barátnője és üzleti társa egy áldozatot szerzett neki, aki egy texasi üzletember. Rosalyn a Formosa bárba beszél meg vele találkozót. Miközben a férfi a mosdóba megy, megérkezik Fletcher, majd nemsokára Rosalyn. Mivel Fletcher is texasi, Rosalyn azt hiszi, hogy ő a pénzes texasi (és a beszervezett áldozat).
Elmennek Rosalyn lakására, ahol klasszikus festmények kivetített diáit nézegetik. Rosalyn szeretné elcsábítani a férfit, ő azonban elhárítja és visszamegy a szállodájába.
Később újra találkoznak, és ezúttal Fletcher hívja meg magához, Texasba. Ott bemutatja a nagymamájának és a barátainak egy parti keretében, ahol mindenki szimpatikusnak találja a lányt (maguk között megjegyzik, hogy nincsenek kínai vonásai). Amikor azonban kiderül, hogy Fletcher nem vagyonos ember, hanem csak egy utcai zenész, Rosalyn hirtelen otthagyja és visszarepül Los Angelesbe.
Új áldozatának három gyára is van, és szándékosan szórja a pénzt, Rosalynt azonban nem igazán érdekli az eset. Ráébred, hogy talán mégis létezik számára az „igazi”, aki éppen Fletcher. Visszamegy hozzá, és a zongorán, alvás közben találja (ami Fletcher egyik szokása). A lány lerajzolja az alvó férfit.

## Szereplők
- Lou Rawls – a „faember”
- Brendan Fraser – Fletcher McBracken (magyar hangja: Stohl András)[2]
- Joanna Going – Rosalyn Willoughby (magyar hangja: Zakariás Éva)[2]
- Steven Lambert – férfi a sikátorban
- Chao Li Chi – a Formosa bár csaposa
- Ann Magnuson – Elaine
- Paolo Seganti – Tomas De Leon
- Wendy Benson-Landes – Brigitte
- AJ Mallett – kisfiú az álomban
- Katie Hagan – kislány az álomban
- Celeste Holm – Ida, Fletcher nagymamája (magyar hangja: Pásztor Erzsi)[2]
- Toby Huss –  Cameron
- Jeff Schweickert – Slammin' Sammy
- Bill Gundry – férfi a festménnyel
- Angus Macfadyen – Philip
- Liz Mamana – kissé elegáns lány

## Megjelenése
A South By Southwest Filmfesztiválon mutatták be 1997. március 15-én. A filmet később még ugyanabban az évben bemutatták chicagói és montreali fesztiválokon, mielőtt 1998. május 1-jén az amerikai mozikba került.